# Samaveda
Der Samaveda (Sanskrit, m., सामवेद, sāmaveda, wörtl.: „Wissen von den Gesängen“) ist einer der vier Veden, der heiligen Texte des Hinduismus. Bei den Hymnen handelt es sich zu großen Teilen um eine Auswahl aus dem Rigveda, allerdings angepasst an die liturgischen Melodien des Zeremoniells. Die ältesten Teile des Samaveda werden auf ca. 1000 v. Chr. datiert.
Jeder der vier Veden, das sind Rigveda, Samaveda, Atharvaveda und Yajurveda umfasst vier Textschichten. Die älteste Schicht umfasst jeweils die Samhitas (Hymnen), die nächste Schicht die Brahmanas (Ritualtexte), dann kommen die Aranyakas (Waldtexte) und zuletzt die Upanishaden (philosophische Lehren).
Unter den Priestern des vedischen Opferrituals ist der Samaveda dem Udgatri (Sänger) zugeteilt. Die Samhitas (Hymnen) des Samaveda enthalten jedoch nur die Texte für die Gesänge, nicht die Melodie. (Noten gibt es erst später, in den sogenannten Ganas).
Die zum Samaveda gehörenden Brahmanas sind u. a. Pancavimsha-Brahmana, Shadvimsha-Brahmana und Jaiminiya-Brahmana. Die Chandogya-Upanishad ist ebenso Bestandteil des Samaveda.